# Cratere Armstrong
Armstrong è un piccolo cratere lunare da impatto situato nella parte meridionale del mare della Tranquillità. Si trova a circa 50 chilometri a nordest del sito di atterraggio dell'Apollo 11: prende il nome da Neil Armstrong, il primo uomo a mettere piede sulla Luna, ed è il più orientale della linea di tre crateri nominati in onore dell'equipaggio dell'Apollo 11. A nord si trova il luogo dove è precipitata la sonda Ranger 8.
Questo cratere era identificato come Sabine E, prima di essere rinominato dall'Unione Astronomica Internazionale. Il cratere Sabine è situato a ovest di Armstrong.